# Ley del rey
La ley del rey (en danés: Kongeloven) o Lex Regia (en latín: Ley del rey) (también llamada Ley Real Danesa de 1665  ) fue la constitución absolutista de Dinamarca y Noruega desde 1665 hasta 1849 y 1814, respectivamente. Estableció la monarquía hereditaria completa (primogenitura agnático-cognática) y absoluta y formalizó el poder absoluto del rey, y se considera la forma más soberana de todas las expresiones europeas de absolutismo. El profesor danés de historia jurídica de la Universidad de Copenhague, Jens Chr. V. Johansen, afirma que con la forma de absolutismo menos circunscrita de Europa, Dinamarca «puede ser considerada la más absoluta de todas las monarquías europeas absolutas». Es la única constitución formal de cualquier monarquía absoluta, y, por lo tanto, ha sido objeto de una considerable atención histórica y académica.
La Ley del Rey consta de 40 artículos y se divide en siete capítulos principales. Los artículos 1 a 7 determinan el poder real absoluto, y los siguientes artículos contienen reglas sobre la autoridad y tutela del rey, sobre la ascensión y unción del rey, sobre la indivisibilidad de los reinos, sobre príncipes y princesas, sobre el deber del rey de mantener la monarquía absoluta, y sobre la sucesión.
En Dinamarca, la Ley del Rey fue sustituida en 1849 por la Constitución del Reino de Dinamarca (Constitución de junio), aunque dos artículos de la Ley del Rey siguen siendo aplicables; en primer lugar, el artículo 21, que exige el permiso del rey para la partida y el matrimonio de príncipes y princesas. Y en segundo lugar el artículo 25, según el cual los príncipes y princesas de sangre sólo pueden ser perseguidos penalmente por orden del rey.
La Ley del Rey se leyó en voz alta durante la coronación y unción del rey, pero no se publicó hasta 1709. Actualmente hay dos copias originales accesibles al público: una en los Archivos Nacionales de Dinamarca y otra en el Castillo de Rosenborg (ambos en Copenhague). La copia que se encuentra en Rosenborg es privada de la reina Margarita II y se guarda en la cámara acorazada del tesoro entre las Regalías de la Corona danesa.